# Best of Ballads & Blues
| Recensione | Giudizio |
| ---------- | -------- |
| AllMusic   |          |

Best of Ballads & Blues è una raccolta del gruppo musicale statunitense Poison, pubblicata il 5 agosto 2003 dalla Capitol Records.

## Il disco
A differenza della raccolta di successi Poison's Greatest Hits: 1986-1996, questo disco presenta solo le power ballad e le tracce maggiormente influenzate dal blues nella discografia del gruppo.
Sono inoltre presenti due nuove versioni acustiche dei brani Something to Believe In (con testo alternativo) e Stand.

## Tracce
1. Every Rose Has Its Thorn – 4:19 (da Open Up and Say...Ahh!)
2. Something to Believe In – 5:28 (da Flesh & Blood)
3. Life Goes On – 4:47 (da Flesh & Blood)
4. I Won't Forget You – 3:34 (da Look What the Cat Dragged In)
5. Good Love – 2:51 (da Open Up and Say...Ahh!)
6. Lay Your Body Down – 5:27 (da Crack a Smile...and More!)
7. Until You Suffer Some (Fire and Ice) – 4:13 (da Native Tongue)
8. Be the One – 5:39 (da Crack a Smile...and More!)
9. Life Loves a Tragedy – 5:14 (da Flesh & Blood)
10. Only Time Will Tell – 4:01 (da Swallow This Live)
11. Poor Boy Blues – 5:19 (da Flesh & Blood)
12. Theatre of the Soul – 4:41 (da Native Tongue)
13. Bastard Son of a Thousand Blues – 4:57 (da Native Tongue)
14. The Last Song – 4:21 (da Power to the People)
15. Something to Believe In (acoustic version featuring new lyrics) – 6:01 (da Flesh & Blood)
16. Stand (acoustic version) – 4:15 (da Native Tongue)

## Formazione
- Bret Michaels – voce, armonica a bocca, seconda chitarra
- C.C. DeVille – chitarra (tracce 1-5, 9-11, 14-15)
- Richie Kotzen – chitarra (tracce 7, 12-13, 16)
- Blues Saraceno – chitarra (tracce 6, 8)
- Bobby Dall – basso
- Rikki Rockett – batteria